# Henry Stommel
Henry Melson Stommel (Wilmington, 27 de setembro de 1920 — 17 de janeiro de 1992) foi um físico estadunidense.
Foi laureado com a Medalha Alexander Agassiz pela Academia Nacional de Ciências dos Estados Unidos em 1979, com o Prémio A.G. Huntsman pelo Bedford Institute of Oceanography  em 1981, com a Medalha William Bowie pela American Geophysical Union em 1982, com o Prémio Crafoord pela Academia Real das Ciências da Suécia em 1983 e com a Medalha Nacional de Ciências pelo Presidente dos Estados Unidos em 1989.